# Hirnyk
Hirnyk (en ukrainien : Гірник, en russe : Горняк, Gorniak) est une ville minière de l'oblast de Donetsk, en Ukraine. Sa population s'élevait à 11 641 habitants en 2013.

## Géographie
Hirnyk est située à 34 km au nord-ouest de Donetsk, dans le bassin du Donbass. La ville est assise légèrement à l'ouest de la rivière Vovtcha, affluente de la rivière Samara, dans le système hydrologique de la rive gauche du fleuve Dniepr.

## Histoire
La localité est fondée en 1938 comme une cité minière nommée Sotsgorodok. Le charbon a été découvert sur le territoire de la ville actuelle au milieu du XIXe siècle. L'exploitation du charbon connaît un fort développement dans les années 1930. En 1941, trois mines sont en exploitation et la localité compte environ 5 000 habitants. En 1958, Sotsgorodok et les villages voisins de Komsomolski, Oktiabrski et Pervomaïski, Pobeda et Promplochtchadka fusionnent pour former la ville de Hirnyk. Après la Seconde Guerre mondiale, plusieurs usines y furent mises en service.
L'usine de matériaux de construction ferme en 2008, et la boulangerie industrielle en 2002.
Le 26 octobre 2024, selon les cartes du projet Deep State associé à l'état-major général d'Ukraine, la ville d'Hirnyk est passée sous le contrôle des forces armées russes.

## Population
Recensements (*) ou estimations de la population :
| 1941 | 1959*  | 1970*  | 1979*  | 1989*  |
| ---- | ------ | ------ | ------ | ------ |
| 900  | 14 216 | 14 646 | 14 745 | 16 203 |

| 2001*  | 2010   | 2011   | 2012   | 2013   |
| ------ | ------ | ------ | ------ | ------ |
| 14 207 | 11 897 | 11 822 | 11 762 | 11 641 |

## Économie
L'extraction de charbon est l'activité économique la plus importante (mine Kourakhovska, usine Selidovugol, mine Saint-Basile-le-Grand ex Gorniak), plus de 55% de la population travaillent dans ce secteur.